# Misery (пісня The Beatles)
«Misery» — пісня гурту The Beatles з альбому «Please Please Me». Пісню написали Джон Леннон та Пол Маккартні. Згідно з Ленноном, «це була більше пісня Джона, ніж Пола, але вона була написана спільно» . Маккартні ж приписуються наступні слова: «Не думаю, що хтось із нас був головним в цій пісні, це була просто робота на замовлення».
Однойменний сингл Кенні Лінча (Kenny Lynch), який вийшов в 1963 році, став першою в історії кавер-версією пісні The Beatles.

## Історія пісні
В лютому 1963 року найуспішнішою британською виконавицею була Гелен Шапіро, яка досягла успіху в чартах ще двома роками раніше, у віці 14 років. Менеджер співачки, Норрі Парамор, шукав свіжий матеріал для її нового альбому і запропонував The Beatles написати пісню спеціально для неї.
«Misery» була замислена за кулісами перед виступом The Beatles в залі Kings Hall в Сток-он-Тренті 26 січня 1963 року, а завершена була в домі Пола Маккартні на Фортлін-Роуд 20 у Ліверпулі. Як коментував сам Маккартні, «ми назвали її „Страждання“, вона не настільки повільна, наскільки вона звучить, вона досить „в темпі“, і ми думали, що для Гелен вона достатньою мірою підійде». Однак Парамор визнав її непідходящою, і тоді британський виконавець та артист Кенні Лінч, який брав участь в тому ж концертному турі, записав її спільно з Шапіро, ставши тим самим автором першої кавер-версії пісні The Beatles. Версія Лінча не увійшла в чарти; його аранжування було більш популярно-орієнтованим, ніж те, яке використовували учасники The Beatles. 1973 року Лінч був представлений на обкладинці альбому «Band on the Run» гурту «Wings» (п'ятого сольного альбому Маккартні).
Коли учасникам The Beatles був потрібний оригінальний матеріал для їхнього альбому «Please Please Me», вони записали свою версію цієї пісні, надавши їй, за словами Іена Макдоналда, «забавні нотки підліткового співчування до себе». Як і всі оригінальні пісні з першого альбому, ця пісня була приписана Маккартні та Леннону (на наступних альбомах групи порядок авторства спільних пісень був змінений на тепер звичніший Леннон — Маккартні).

## Запис пісні
Пісня була записана 11 лютого 1963 року в студії «Abbey Road Studios» під час марафонської сесії, протягом якої група записала більшу частину матеріалу для свого першого альбому.
При записі пісні замість звичної тоді швидкості протяжці стрічки (15 дюймів у секунду) був використаний пришвидшений темп в 30 дюймів у секунду, бо Джордж Мартін хотів особисто додати партію фортепіано в сповільненому темпі октавою нижче.
В записі брали участь:
- Джон Леннон — вокал, ритм-гітара
- Пол Маккартні — вокал, бас-гітара
- Джордж Гаррісон — соло-гітара
- Рінго Старр — ударні
- Джордж Мартін — фортепіано

## Випуск пісні
Пісня була випущена на наступних альбомах групи:
- LP-альбом «Please Please Me» (Велика Британія)
- LP-альбом «Introducing… The Beatles» (США)
- EP-альбом «The Beatles (No. 1)» (Велика Британія)

## Кавер-версії
- Сингл Кенні Лінча, який став першою в історії кавер-версією пісні The Beatles (1963)
- Пісня американського гурту The Flamin’ Groovies з альбому «Shake Some Action» (1976)[13]
- Пісня сербського гурту «Eva Braun» з альбому «Unplugged» (1993)

## Цікавий факт
- Гелен Шапіро знялася в своєму власному фільмі «It's Trad, Dad» (який вийшов у Великій Британії 16 квітня 1962 року), режисером якого виступив Річард Лестер. Саме він потім був режисером фільмів The Beatles «Вечір важкого дня» та «На допомогу!»[5].